# Phoenix Marie
Pour les articles homonymes, voir Marie.
 (juin 2023).
Si vous disposez d'ouvrages ou d'articles de référence ou si vous connaissez des sites web de qualité traitant du thème abordé ici, merci de compléter l'article en donnant les références utiles à sa vérifiabilité et en les liant à la section « Notes et références ».
Phoenix Marie, née Melissa Hutchison le 21 septembre 1981 à Riverside, en Californie aux États-Unis, est une actrice pornographique américaine.

## Biographie
Phoenix Marie a grandi en Californie du Sud.
Sa carrière commence en 2006 lorsqu'elle rencontre, lors d'une soirée avec des amis, le propriétaire d'une boîte de nuit de Los Angeles. Il s'avérait être le parent d'un agent de mannequins.
Dans une interview pour Bang Bros en novembre 2007, elle a avoué que faire des films pornographiques l'a aidée à développer des parties de sa personnalité qui étaient restreintes pendant l'adolescence. Par exemple, être plus sociable avec les gens.
Au mois de novembre 2010, elle est élue Penthouse Pet et fait la une du magazine.
Blonde dans ses premiers films, elle se teint en brune en 2012.
En avril 2024, Marie a intenté un procès affirmant qu'elle avait été « forcée » à participer à une scène d'orgie, puis soumise à une violente campagne de diffamation à cause de l'overdose d'un autre acteur sur le plateau.

## Filmographie sélective
Le nom du film est suivi du nom de ses partenaires lors des scènes pornographiques.
- 2007 : Chocolate Lovin' Moms 4 avec Julius Ceazher
- 2008 : Big Wet Asses 14 avec Manuel Ferrara
- 2009 : Sportin' Big Boobs avec Jessica Bangkok
- 2010 : Anal Acrobats 5 avec Dana DeArmond
- 2010 : This Isn't Mad Men: The XXX Parody avec un homme
- 2011 : Deep Anal Abyss 4 avec Amber Rayne et Roxy Raye
- 2012 : Women Seeking Women 80 avec Kara Price
- 2012 : Molly's Life 17 avec Sarah Vandella
- 2013 : Lesbian Slumber Party 3: Girls Volleyball Team avec Alia Starr
- 2014 : Lesbian Adventures: Strap-On Specialists 07 avec Dana Vespoli
- 2015 : Mother-Daughter Exchange Club 39 avec Kylie Sinner
- 2016 : Women Seeking Women 125 avec Elle Alexandra
- 2017 : Dyke Bar avec Abella Danger, Mistress Kara et Mona Wales
- 2017 : Good Girls Gone Bad 2 avec Dani Daniels
- 2018 : Lesbian Babysitters 15 avec Aubrey Sinclair
- 2018 : Mom Knows Best 8 avec Angel Smalls

## Distinctions
Nominations
- 2010 : AVN Award
  - Best Anal Sex Scene, Ass Worship 11 (2009) avec Criss Strokes
  - Unsung Starlet of the Year
  - Web Starlet of the Year
- 2010 : Fans of Adult Media and Entertainment Award - Best Ass
- 2010 : Fans of Adult Media and Entertainment Award - Best Anal starlet
- 2010 : XBIZ Award - Porn Star Website of the Year